# فرد استانیفورث
فرد استانیفورث (انگلیسی: Fred Staniforth؛ ۲۳ نوامبر ۱۸۸۴ – ۲۳ مه ۱۹۵۵}) بازیکن فوتبال سابق انگلیسی بود که تا قبل از جنگ جهانی اول بیش از ۲۰۰ بازی در لیگ فوتبال بازی کرده بود.
از باشگاه‌هایی که در آن بازی کرده‌است می‌توان به باشگاه فوتبال بریستول سیتی، باشگاه فوتبال لیورپول، و باشگاه فوتبال گریمزبی تاون اشاره کرد.